# Akbar DePriest
Akbar DePriest (* 16. Mai 1930 in Imperial, Kalifornien als Robert DePriest Brooks; † 2. Mai 2007 in Portland, Oregon) war ein US-amerikanischer Jazz-Schlagzeuger.
DePriest, der in Kalifornien heranwuchs, arbeitete ab 1955 als Musiker, u. a. mit Big Maybelle, George Estridge und in Chicago mit Eddie Harris. Drei Jahre trat er mit Sarah McLawler und Richard Otto in New York City auf, nahm mit John Coltrane auf und tourte dann mit Gene Ammons. Dann spielte er in Denver mit Joe Keel, Dee Minor und Milt Cannon. Rahsaan Roland Kirk, mit dem er ebenfalls auftrat, „taufte“ ihn auf seinen Künstlernamen.
1971 ging er nach Kopenhagen, wo er mit Dexter Gordon, Kenny Drew, Niels-Henning Ørsted Pedersen, Johnny Griffin, Ben Webster, Charlie Mariano, Richard Boone, Abdullah Ibrahim und Don Cherry arbeitete. Nach seiner Rückkehr nach Denver gründete er mit Blue Mitchell, Dianne Reeves, Joe Keel und Dee Minor den Drummers Supper Club. 1985 trat er der Gruppe von Charles Lewis in Scottsdale, Arizona bei.
1987 zog er nach Portland, wo er das The DePriest Project gründete. Im Folgejahr trat er im Portland Art Museum mit einer aus Thara Memory, Gordon Lee und Phil Baker bestehenden Band auf; darauf gründete er mit Janice Scroggins, Bobby Bryant Jr., Tim Gilson und Leslie Henderson das Akbar Priest Quartet und arbeitete in der Warm Springs Indian Reservation mit dem indianischen Saxophonisten Jim Pepper sowie Phil Sparks und Mal Waldron. 1991 startete er die Reihe der DePriest Family Jazz-Konzerte. DePriest, der auch musikpädagogisch wirkte, starb an Leberkrebs.

## Diskographie
- Central Avenue: Roots mit Thara Memory, Janice Scroggins, Bennie Maupin, 1996
- Live! On the Willamette mit Jay Collins, Brad Herrett, Hadley Caliman, 1997
- The DePriest Project: Inclusion, 2000